# Michael Kuen (Geistlicher)

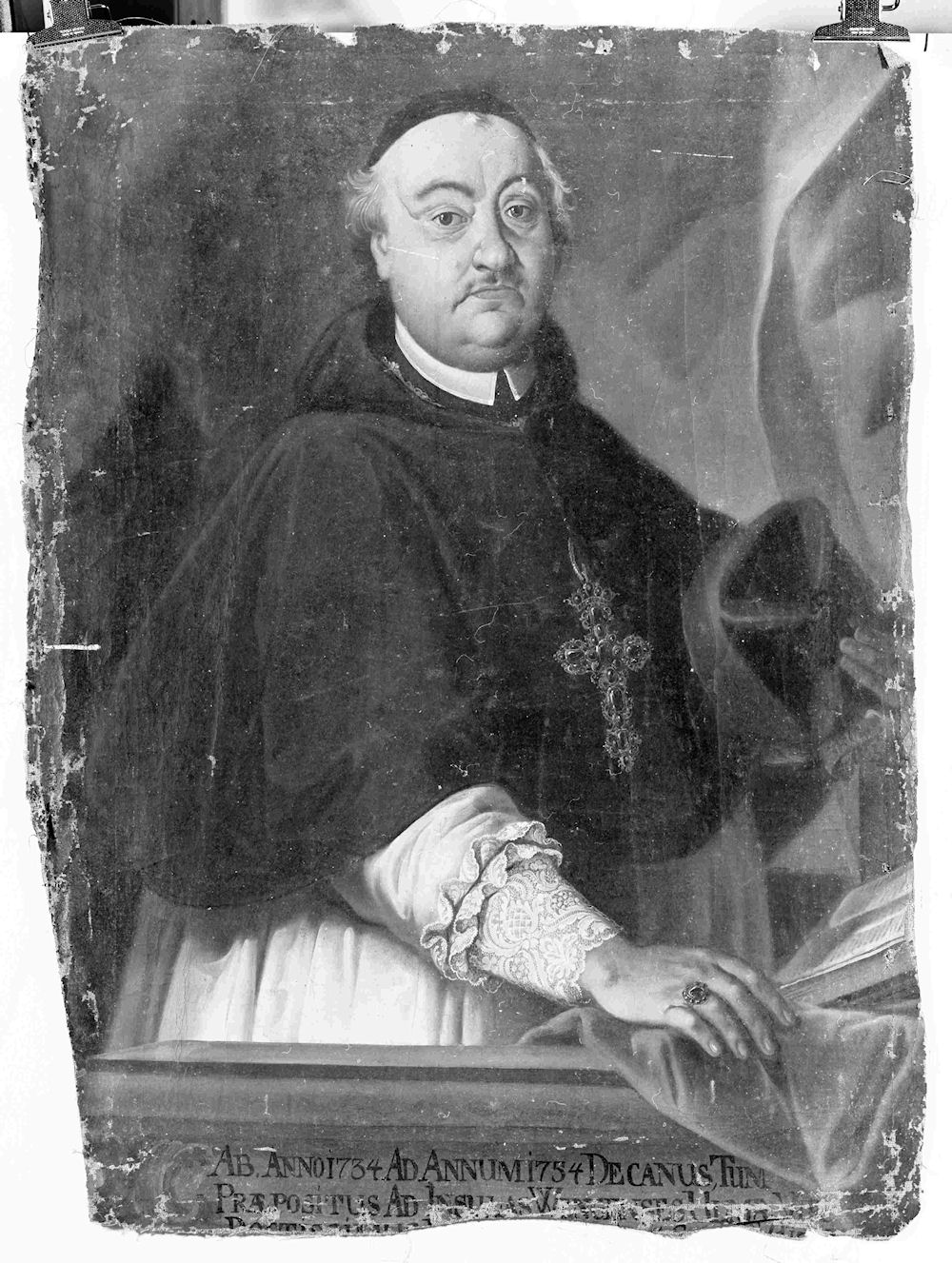
Porträt von Michael Kuen

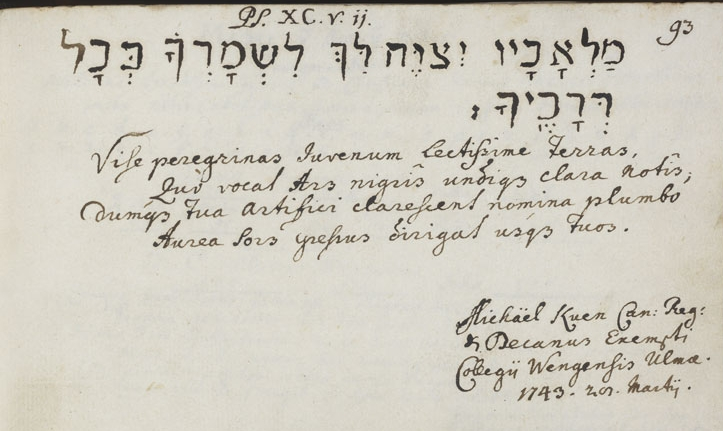
Stammbucheintrag des Michael Kuen

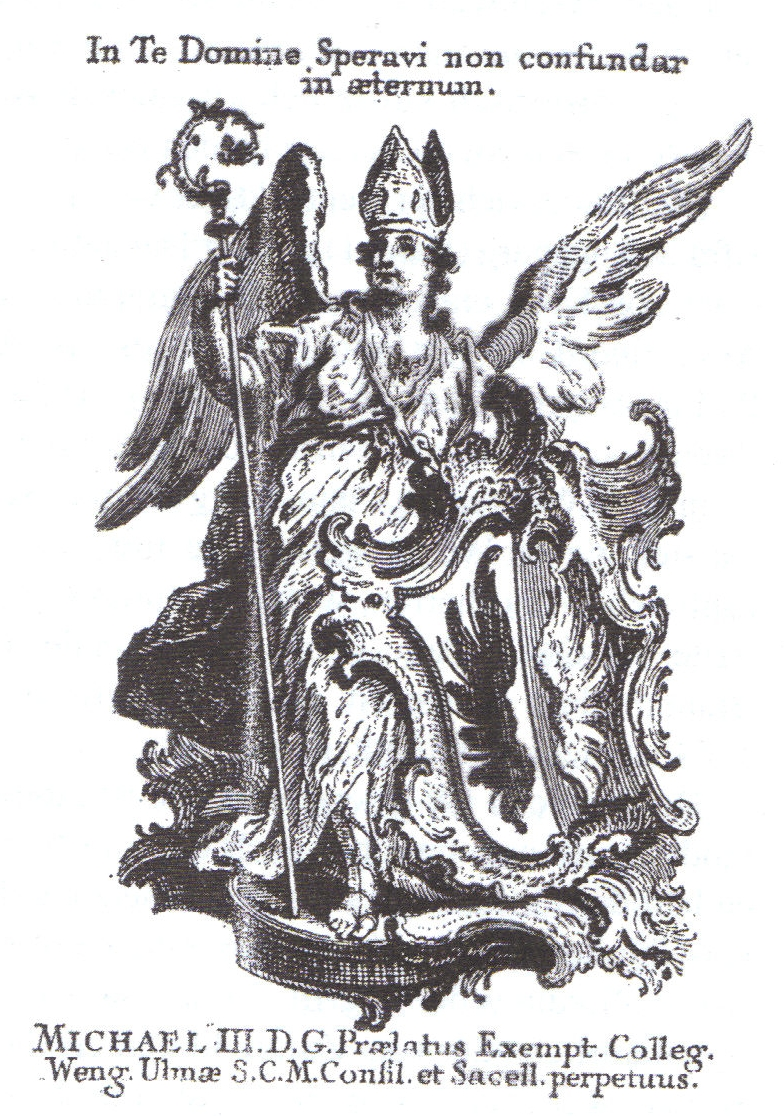
Exlibris von Michael Kuen

Michael Kuen (Ordensname), Taufname: Franz Joseph Kuen (* 9. Februar 1709 in Weißenhorn; † 10. Januar 1765 in Ulm), war ein deutscher Regularkanoniker und Schriftsteller.

## Leben
Vom Jahre 1754 an stand Kuen als Propst Michael III. dem Stift der Regulierten Chorherren des heiligen Augustinus zu den Wengen in Ulm vor, in das er 1727 eingetreten war. 1734 war er Dekan des Stifts geworden.
Er gab eine große kirchengeschichtliche lateinische Quellensammlung (Collectio) heraus und verfasste noch mehrere andere theologische Schriften. Er nahm auch an der Debatte über die Verfasserschaft der Imitatio Christi teil und trat für Thomas von Kempen als Autor ein. Handschriftlich liegt von ihm in der Landesbibliothek Stuttgart eine Schrift zur Steganographie vor.
Kuen, der ein eigenes Exlibris besaß, erwarb das Marienleben von Bruder Philipp in einer 1419 geschriebenen Handschrift. Er förderte daneben den Ausbau der Stiftsbibliothek.
Kuens Vater war der Maler Johann Jakob Kuen (1681–1759), sein Bruder der Maler Franz Martin Kuen, der die Wengen-Stiftskirche mit Fresken schmückte. Der Onkel Joseph Braunmüller, seit 1736 Stiftspropst zu den Wengen, war sein unmittelbarer Amtsvorgänger.

## Werke (Auswahl)
- Collectio Scriptorum Rerum Historico-Monastico-Ecclesiasticarum Variorum Religiosorum Ordinum, 6 Bände, Ulm 1755–1768 (in Bd. V/2 seine Biographie) online
- Eusebius Engelhard (Pseudonym): Lucifer Wittenbergensis (= Katharina von Bora), 2 Bände., Landsberg 1747 online Bd. 1, online Bd. 2.
- (anonym): Freundschaftliche Erinnerungen wegen übelgebuzten Morgenstern. Preßburg (fingierter Druckort!) 1752 (gegen Christian Wilhelm Franz Walch) online.
- Disquisitio critica de variis gestis S. Augustino falso attributis. Augsburg 1764 (Teil einer Possidius-Ausgabe) online.